# Trompeta negra
La trompeta negra (Craterellus cornucopioides, del grec Cantharellus diminutiu de kántharos: copa; del llatí cornucopia: corn de l'abundància), o simplement trompeta, trompeta de morts, vaqueta negra, rossinyolic negre, rossinyol negre o orella d'ase, és un bolet comestible, del grup de les trompetes, apreciat però molt desconegut per a molts boletaires. El seu aspecte gris-negrós fa que sigui rebutjat per molta gent, no obstant és un bolet tant o més bo que bolets propers com els rossinyols i els rossinyolics

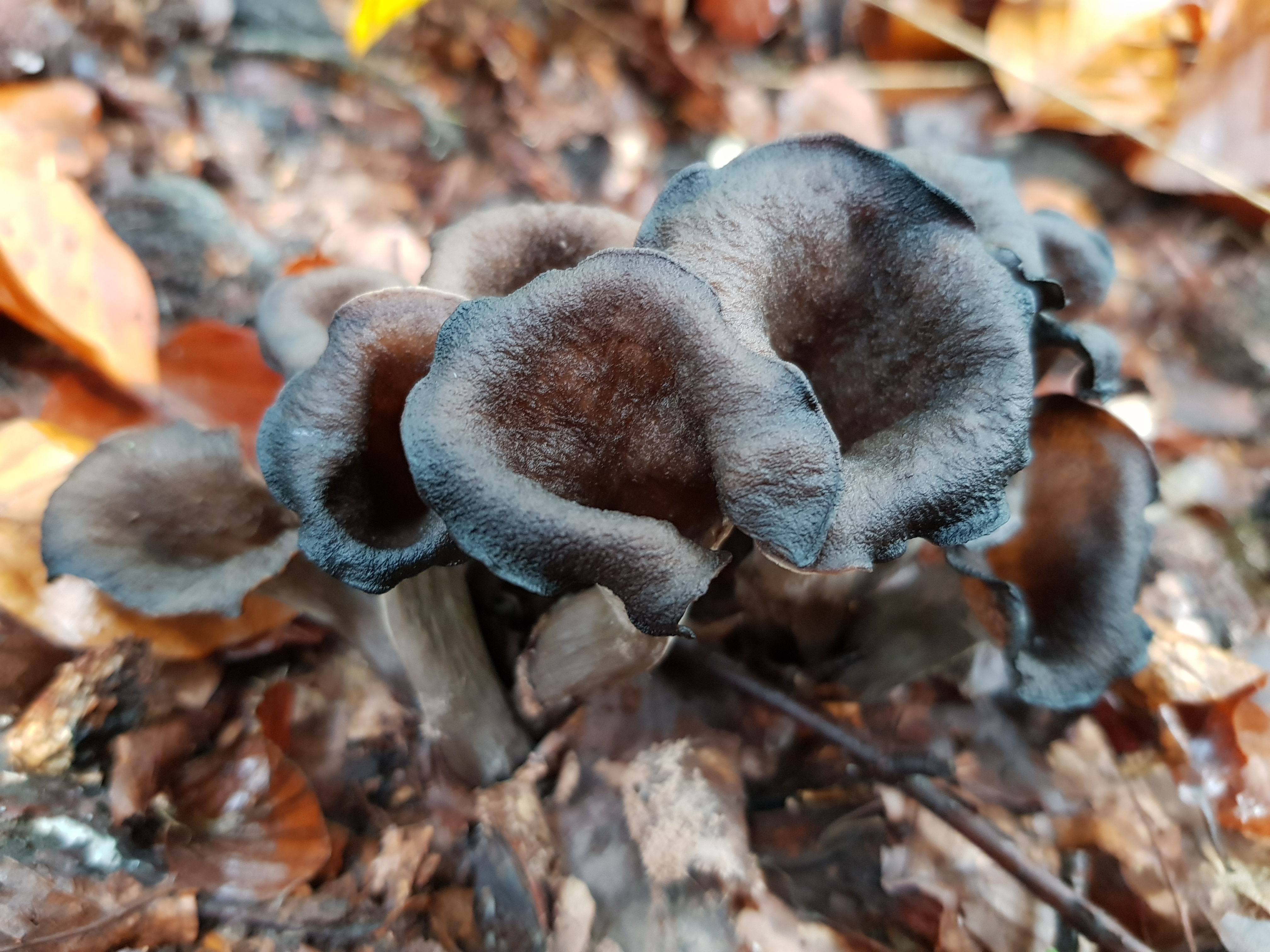
Trompeta negra(Craterellus cornucopioides)

## Descripció
De color gris fosc o bru negrós, en forma de corn o d'embut profund (d'aqui el seu nom) que arriba gairebé fins a la base del peu, de marge estès, carn tenaç i aromàtica, amb la superfície himenial simplement rugosa. La seva carn prima i fibrosa difícilment es podreix.

## Hàbitat
Es troba en boscos de planifolis en sòls silícics humits.

## Gastronomia
Té moltes aplicacions culinàries i hom les conserva seques en enfilalls o bé en pols com a condiment. Desprèn una olor que recorda la pruna i el seu gust és semblant a la tòfona.

## Perill de confusió
És molt semblant, però més fosca, a la trompeta cendrosa (Craterellus cinereus), també comestible. No se'l pot confondre amb cap espècie verinosa.